# Martina Beck
Martina "Molly" Beck, antes Martina Glagow (Garmisch-Partenkirchen, Alemanha Ocidental, 21 de setembro de 1979) é uma biatleta alemã. Nos Jogos Olímpicos de Inverno de 2006 em Turim conquistou três medalhas de prata.